# Birštonas Jazz
Birštonas Jazz ist ein  internationales Musikfestival in der litauischen Kurortstadt Birštonas.  Es ist das älteste Jazzfestival in Litauen. Es wird seit 1980 organisiert und findet jedes zweite Jahr am letzten Wochenende im März statt. Mehr als 20 Jazz-Bands präsentieren ihre Leistungen während der drei Tage. Die Veranstaltung verdiente für Birštonas den Titel des litauischen Jazz-Mekka. Es zieht Jazz-‚Pilger‘ aus ganz Litauen und anderen Ländern an. Jedes Mal strömen etwa 3500 Fans in die Stadt, die eine Bevölkerung von knapp 3200 hat. Die Radio- und TV-Aufzeichnungen dieser Festivals sind eine beinahe umfassende Dokumentation der litauischen Jazzgeschichte. Das Festival in Birštonas hatte zur Folge, dass Jazz-Enthusiasten aus Vilnius, Kaunas und Klaipėda ähnliche Festivals in diesen Städten organisieren.
Auf der Bühne in Birštonas stehen nicht nur reife und bekannte litauische Jazz-Spieler, sondern auch ihre jungen Kollegen.

## Grand Prix
Das Birštonas Jazzfestival hat seinen eigenen Grand Prix, den sogenannten litauischen Jazz-‚Oscar‘, eine Auszeichnung für bemerkenswerten Beitrag zum litauischen Jazz. 
Träger
- 2010: Kęstutis Vaiginis
- 2008: Liudas Mockūnas
- 2006: Leonidas Šinkarenka
- 2004: Vladimiras Tarasovas
- 2002: Vytautas Grubliauskas
- 2000: Dainius Pulauskas
- 1996: Vytautas Labutis
- 1994: Artūras Anusauskas
- 1992: Skirmantas Sasnauskas
- 1982: Petras Vyšniauskas
- 1980: Gintautas Abarius

## Quelle
- Festival
- Smūgis žemiau juostos nesužlugdė „Birštono Jazz 2012“